# Arboretum de Xertigny
El Arboreto de Xertigny en francés : Arboretum de Xertigny es un arboreto histórico de 4 hectáreas de extensión, en Xertigny, departamento de Vosges, Francia. Se encuentra abierto a diario.

## Historia
El arboreto fue creado en 1994 para proteger el antiguo parque del Château des Brasseurs (Castillo de los Cerveceros), creado originalmente en 1888 por Victor Champion dueño de una cervecera local.
Este plantó una serie de árboles de Norteamérica y Asia por el parque del castillo. 
Aunque la cervecería de Xertigny cerró en 1966, el castillo ahora está administrado por la ciudad, el jardín botánico conserva muchos de los árboles del antiguo parque.
Hasta ahora, el château no ha sido objeto de ninguna inscripción o clasificación a título de los  Monumentos Históricos de Francia MH.

## Colecciones botánicas
El arboreto incluye especímenes de árboles maduros de Araucaria, Cladastris lutea, abeto de Douglas, Fraxinus ornus, y Sequoiadendron (45 metros).
Así como un haya de grandes dimensiones, además de otros especímenes de Castanea sativa,Gingko biloba, Chamaecyparis lawsoniana, Sciadopitys verticillata, un roble americano, cedros, Magnolia stellata, y Rhododendron ponticum.
El adyacente "Bois Beaudoin" ofrece senderos por el bosque. Una leyenda cuenta que "Champion" descubrió el tesoro de la Caballeros Templarios en estos bosques, que proporcionaron la fortuna para la creación de castillo y el parque; la ubicación de su descubrimiento está debidamente marcado.